# وينستون بي ويلسون
وينستون بي ويلسون (بالإنجليزية: Winston P. Wilson) هو ضابط أمريكي، ولد في 11 نوفمبر 1911 في أركدلفيا في الولايات المتحدة، وتوفي في 31 ديسمبر 1996.